# Hydrous piceus
L'idrofilo piceo (Hydrophilus piceus Linnaeus, 1758) è un coleottero acquatico.

## Descrizione
Sfiora i 5 cm di lunghezza e vive nelle paludi, nell'acqua degli stagni o nelle rive dei fiumi a lento corso e ricchi di vegetazione sommersa.
Nuota volentieri ma trascorre molto tempo camminando tra gli oggetti sommersi. Si nutre soprattutto di vegetali, ma a volte si ciba anche di carcasse di piccoli animali acquatici.
La femmina depone le uova all'interno di un astuccio detto ooteca che fissa alle piante acquatiche.

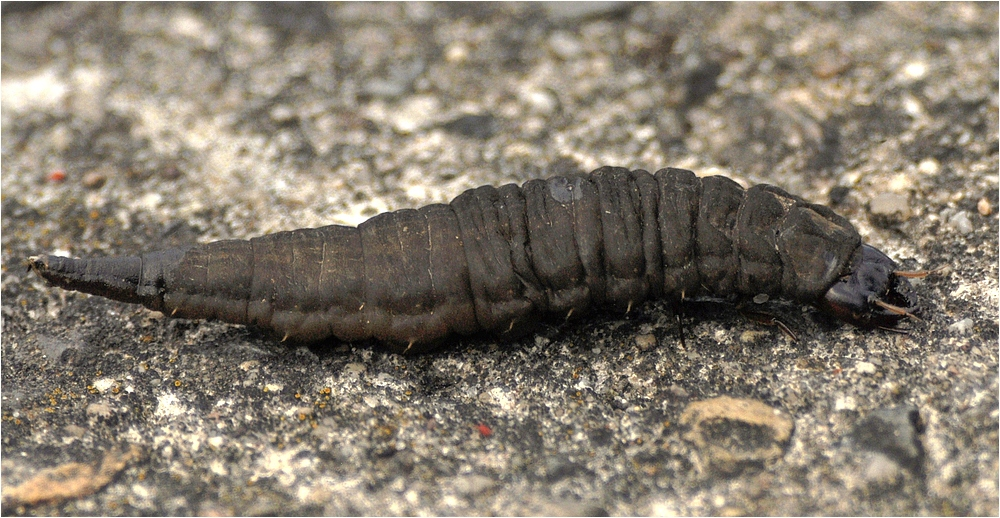
Hydrophilus piceus allo stadio larvale

Le larve sono carnivore e si nutrono fra l'altro di chioccioline palustri di cui stritolano la conchiglia con le mandibole.

## Distribuzione
La sua distribuzione si estende dalla Scandinavia al Mediterraneo, al Nord Africa e alla Russia, fino all'estremo oriente dell'India e della Cina. La sua distribuzione non è continua perché estirpata da alcune aree; è considerato estinto in Norvegia e Lussemburgo, per esempio. È raro in alcune regioni, essendo presente solo in tipi di habitat specifici.